# Madeleine de Boisguillaume
Madeleine –o Madelon– de Boisguillaume, de nom veritable Louise Hortense Boisguillaume (París, 1873 – Montoire, 1944), va fer de model per a diversos quadres de Ramon Cases, Santiago Rusiñol, Toulouse-Lautrec…

## Biografia
Era filla d'un comerciant de teixits, que va morir aviat, quan ella tenia dotze anys. Per guanyar-se la vida, més enllà del seu ofici de modista o cosidora, feia de model per a pintors. Va tenir un fill amb l'escriptor Édouard Dujardin i més endavant, després d'una vida atzarosa, es va casar amb el pintor i il·lustrador René Lelong, amb qui tingué una filla, Cécile.

## Trajectòria com a model
Com explica Miquel Utrillo, company de Casas i Rusiñol a Paris, Boisguillaume començà fent de model per a Henri de Toulouse-Lautrec, per al quadre Fille à la fourrure (1891). Però alhora ja posava també per a Rusiñol i Casas durant l'hivern del 1890-1891, i, així, apareix en els seus quadres Jalousie i Concurrent del Moulin de la Galette, de Casas, i Els cavallets, de Rusiñol, una obra que el pintor mantingué sempre dins de la seva col·lecció particular.
Però potser el quadre més conegut en què apareix és Madeleine, de Casas (1892, Montserrat), que la mostra asseguda en una taula del bar Le Moulin de la Galette, que tots plegats freqüentaven, amb una mirada fatigada i melangiosa. Altres quadres de Ramon Casas en què apareix Madeleine com a figura principal són Abans del bany, que s'hauria de datar entre 1892 i 1894, i Noia decadent, que s'havia anomenat tot sovint amb el títol inapropiat de Després del ball, tots dos actualment al Museu de Montserrat. I de Santiago Rusiñol: Grand Bal (1891, Col·lecció Masaveu).  
Altres artistes la pintaren també més endavant: Charles Leandre i Alfons Mucha per a la publicitat dels papers de fumar JOB, i René Lelong per il·lustrar les publicacions d'Ollendorf.

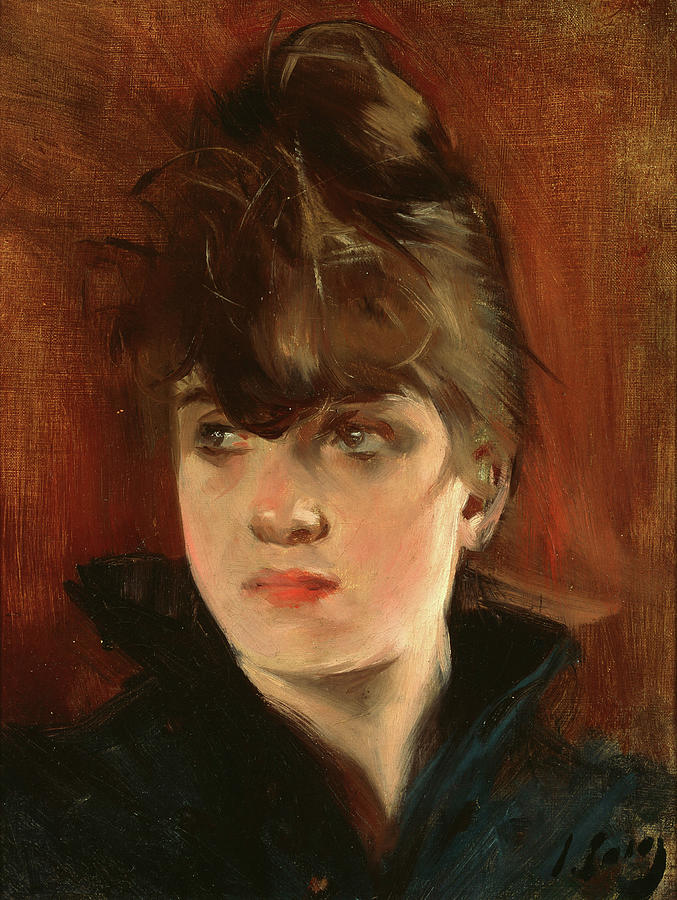
Ramon Casas, Assídua al Moulin de la Galette (1891)
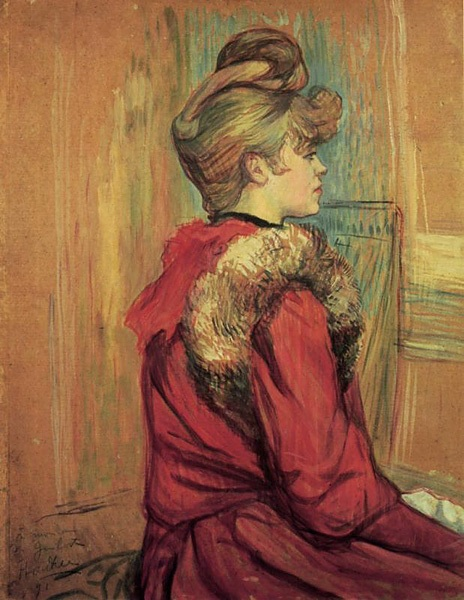
Toulouse-Lautrec: Fille à la Fourrure (1891)
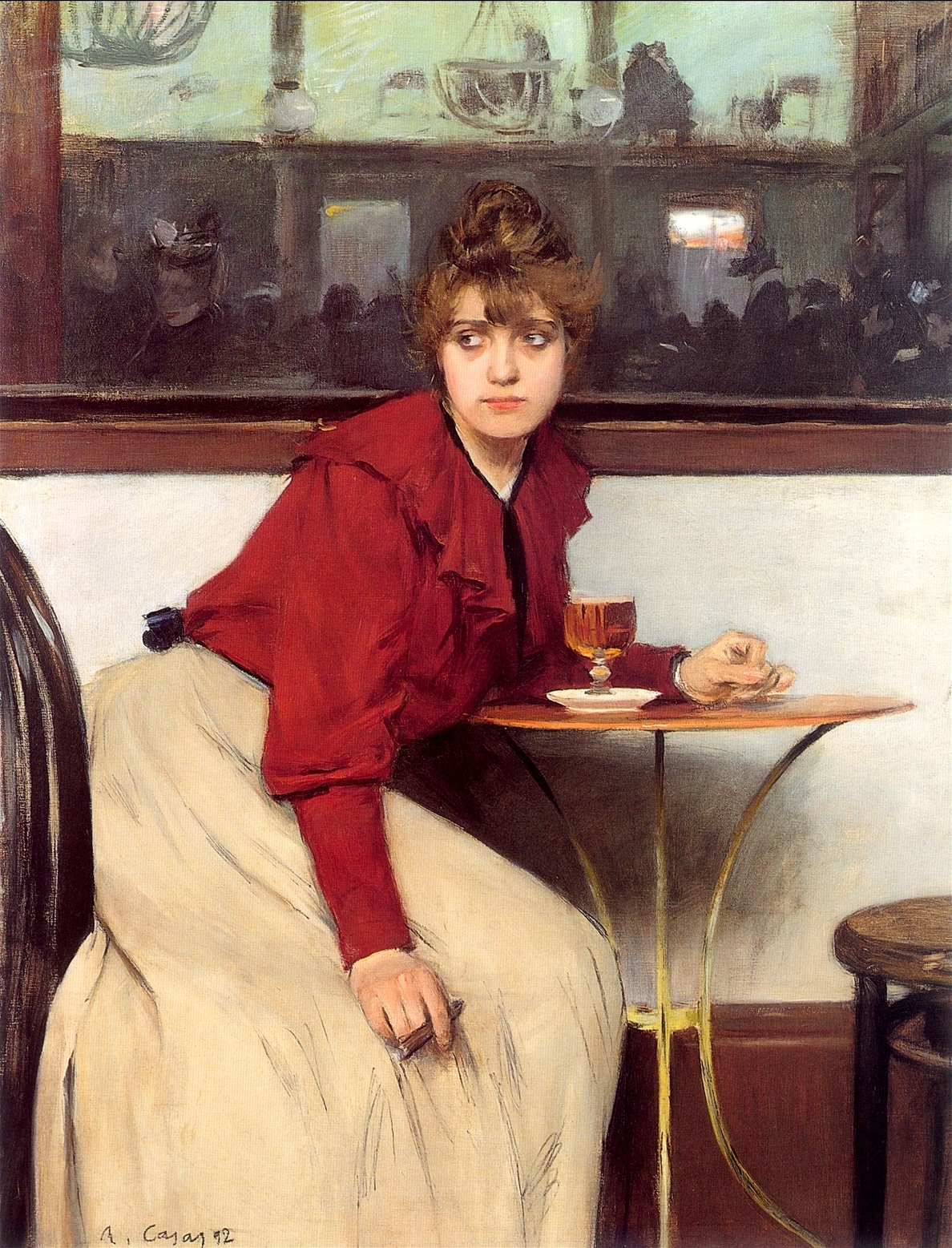
Ramon Casas: Madeleine (1892)
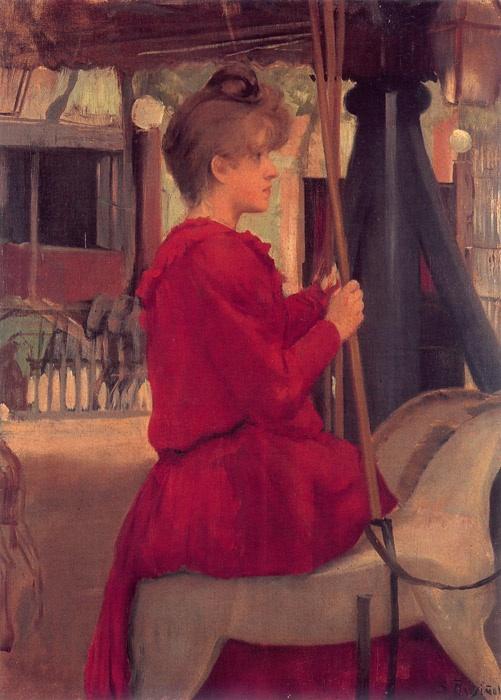
Santiago Rusiñol: Retrat de Madeleine de Boisguillaume (1892)
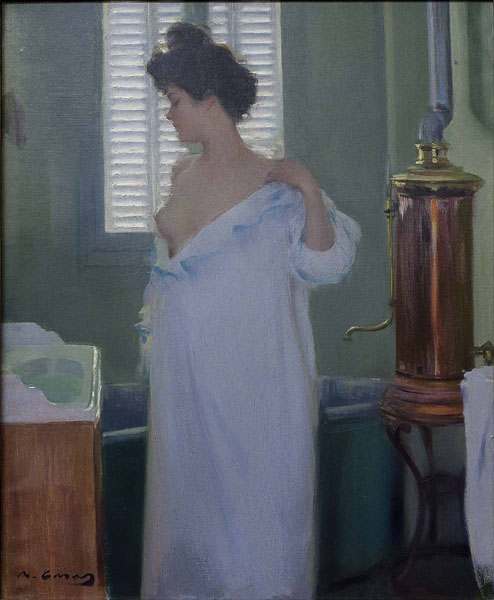
Ramon Casas: Abans del bany (1894)
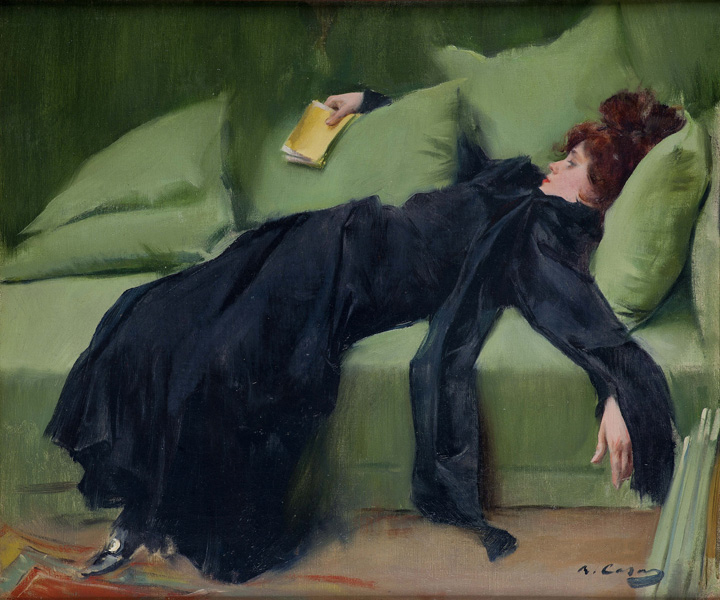
Ramon Casas: Jove decadent (1899)
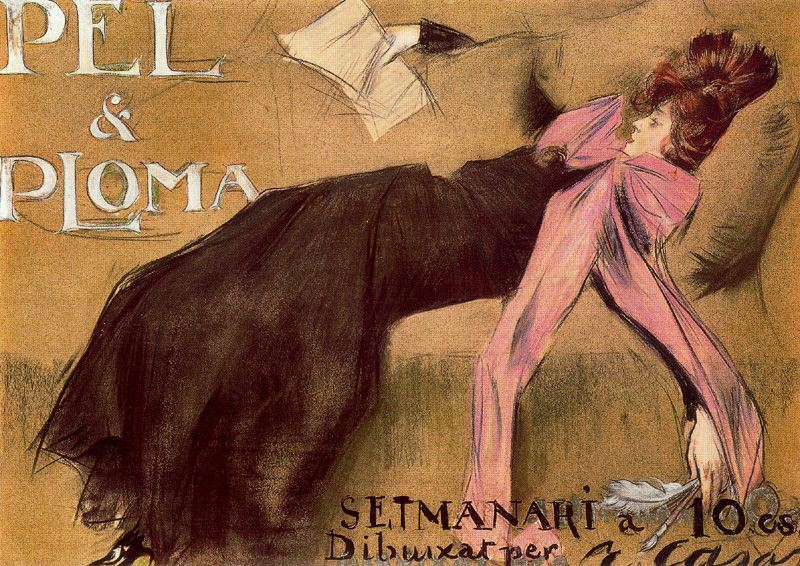
Ramon Casas: Jove decadent (Versió per a Pèl i Ploma)
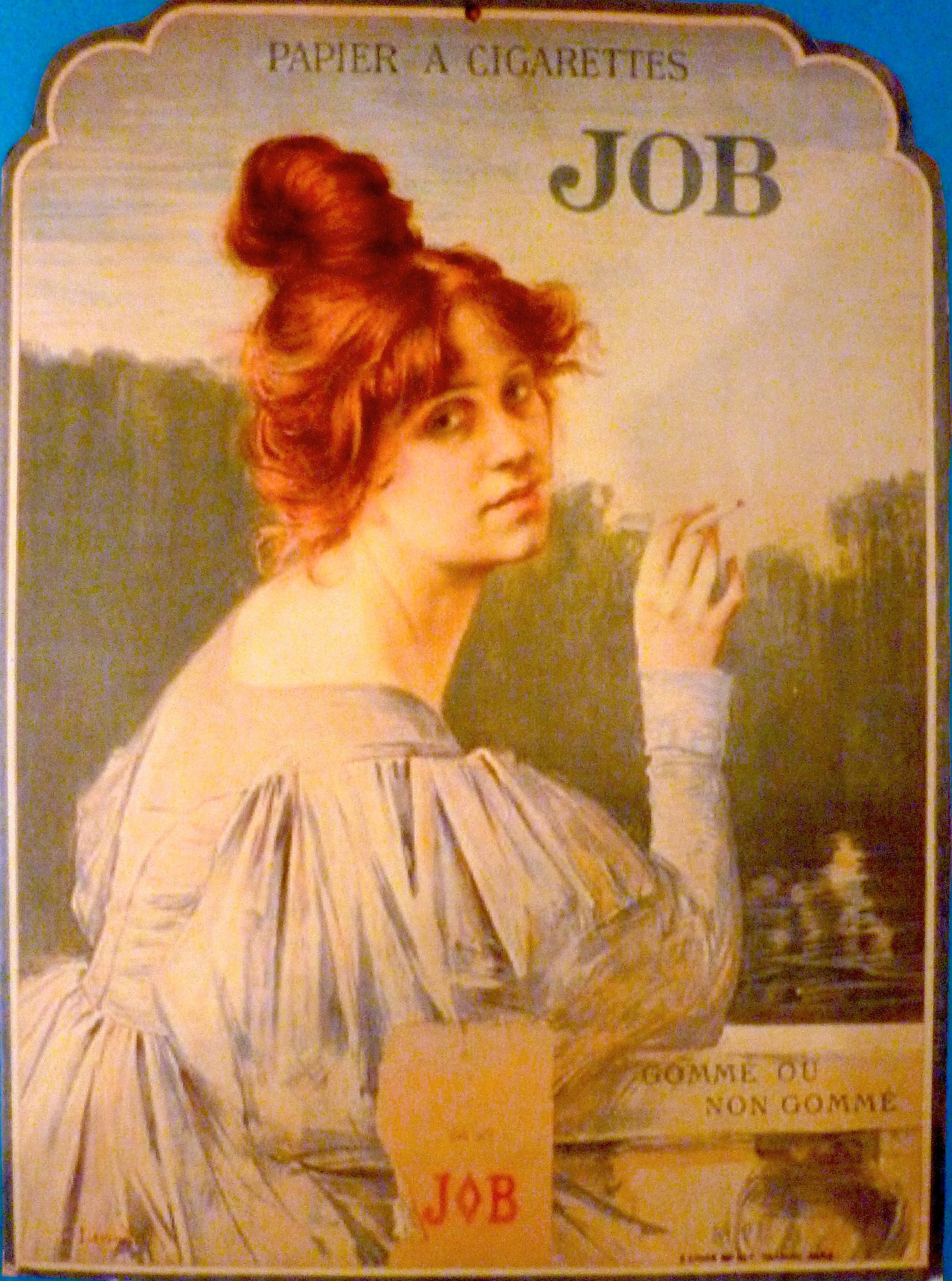
Charles Leandre: publicitat del paper de fumar JOB (1900)